# XLI століття до н. е.
XLI століття до нашої ери — часовий проміжок між 1 січня 4100 року до н. е. та 31 грудня 4001 року до н. е.

## Події
- Бл. 4100 до н. е. — початок періоду Урук в Месопотамії.

## Міфічні події
- 4004 до н. е. — дата створення світу в літочисленні від створення світу за масоретським текстом Старого Завіту.